# Josiah Gorgas
Pour l’article homonyme, voir William C. Gorgas.
Josiah Gorgas (1er juillet 1818 dans le comté de Dauphin – 15 mai 1883) est l’un des quelques généraux qui, pourtant nés au Nord des États-Unis, servent dans l’Armée des États confédérés durant la guerre de Sécession.

## Avant la guerre
Josiah Gorgas est diplômé de l'académie militaire de West Point en 1841,.